# Кюисси-э-Жени
Кюисси́-э-Жени́ (фр. Cuissy-et-Geny) — коммуна во Франции, находится в регионе Пикардия. Департамент коммуны — Эна. Входит в состав кантона Гиньикур. Округ коммуны — Лан.
Код INSEE коммуны — 02252.

## Население
Население коммуны на 2010 год составляло 66 человек.
| 1962 | 1968 | 1975 | 1982 | 1990 | 1999 | 2010 |
| ---- | ---- | ---- | ---- | ---- | ---- | ---- |
| 83   | 70   | 77   | 61   | 72   | 59   | 66   |

## Экономика
В 2010 году среди 47 человек трудоспособного возраста (15—64 лет) 35 были экономически активными, 12 — неактивными (показатель активности — 74,5 %, в 1999 году было 73,0 %). Из 35 активных жителей работали 27 человек (13 мужчин и 14 женщин), безработных было 8 (7 мужчин и 1 женщина). Среди 12 неактивных 4 человека были учениками или студентами, 5 — пенсионерами, 3 были неактивными по другим причинам.